# Samlino Odgałęźne
Samlino Odgałęźne – zlikwidowany przystanek osobowy gryfickiej kolei wąskotorowej w Samlinie, w województwie zachodniopomorskim, w Polsce. Przystanek został zamknięty w 1961 roku.